# ブレムゼ (砲術練習艦)
| 画像をアップロード  |                                                                                          |
| 艦歴                |                                                                                          |
| 発注                | ヴィルヘルムスハーフェン海軍造船所                                                       |
| 起工                | 1930年4月22日                                                                            |
| 進水                | 1931年1月24日                                                                            |
| 竣工                | 1932年7月14日                                                                            |
| 喪失                | 1941年9月6日                                                                             |
| 除籍                |                                                                                          |
| 前型                | マルス                                                                                   |
| 後型                | ブルンマー                                                                               |
| 性能諸元 （竣工時） |                                                                                          |
| 排水量              | 基準：1,870トン 満載：1,870トン                                                          |
| 全長                | 103.62m                                                                                  |
| 全幅                | 9.5m                                                                                     |
| 吃水                | 2.85m                                                                                    |
| 機関                | MAN(Maschinenfabrik Augsburg-Nürnberg AG)式8気筒ディーゼル機関4基2軸推進                 |
| 最大 出力           | 26,500hp                                                                                 |
| 速力                | 29.0ノット                                                                               |
| 航続距離            | -ノット/3,100海里                                                                        |
| 燃料                | 重油：-トン                                                                              |
| 乗員                | 士官・水兵：199名 訓練兵：90名                                                           |
| 兵装                | 12.7cm（-口径）単装速射砲4基 3.7cm（-口径）単装機関4基 2cm（-口径）単装機銃4丁 機雷250発 |
| 装甲                | 舷側：30mm（水線部） 甲板：25mm（主甲板）                                                |

ブレムゼ（Bremse）は、第一次世界大戦後にドイツ海軍が初めて建造した砲術練習艦で同型艦はない。

## 概要
この頃のドイツ海軍は連合国から監視の目があり、同時に海軍の予算割り当ても厳しく戦闘艦の建造に制限が多かった。このため、訓練のための小型練習艦ならば内外からの追及も易かったために大きさは小型となった。1929年度海軍整備計画において本艦はドイツ海軍で使用される様々な種類の砲による砲術訓練用として設計されたが、同時に最新の建造技術やドイッチュラント級装甲艦に搭載する新型ディーゼルエンジンの試験艦を兼ねていた。

## 艦形
本艦の船体は平甲板型船体であった。切り立った艦首形状から乾舷の高い艦首甲板上に「SK C/34 12.7cm（45口径）速射砲」を防盾の付いた単装砲架で1基、その後ろに両脇に船橋をもつ箱型の艦橋の頂上部に主測距儀が置かれ、その後ろに頂上部に測距儀室を設けた三脚式の前部マストが立つ。
本級の機関はディーゼル機関のために高い煙突を必要としていないが、威容のためにファンネルキャップの付いた2本煙突が立てられており、機関のシフト配置により煙突の間は前後に広く離されていた。煙突の間に2番主砲が配置され、その周囲は艦載艇置き場となっており、煙突の基部に前後に1基ずつ計2基付いた小型のクレーンにより運用された。2番煙突の後方に測距儀を乗せた後部見張所が設けられ、後部甲板上に後向きの3番・4番主砲が背負い式に2基配置され、艦尾側に機雷が配置された。
小型の船体に三脚マストや高い煙突を立てたためにトップヘビーとなって安定性を欠き、本艦の存在理由である砲術訓練に支障を来したために竣工後の1930年代に測距儀室と共に三脚マストが撤去され、簡素な単脚式に変更された。煙突の高さも低くされてファンネルキャップも撤去された。

## 主砲、その他備砲
本艦の主砲には「12.7cm SK C/34（45口径）速射砲」を採用した。この砲はドイツ海軍の駆逐艦Z1型からZ17型にかけて広く採用され、大型潜水艦UボートXI型の主砲にも用いられる予定であった優秀砲である。その性能は重量28.0kgの砲弾を仰角30度で27,400mまで届かせることができた。 砲身の俯仰能力は仰角30度・俯角10度で、砲架の旋回角度は360度の旋回角度を持っていたが、実際は上部構造物により射界に制限があった。装填形式は自由角度装填で、発射速度は人力装填のため毎分15～18発であった。これを防楯の付いた単装砲架で4基が搭載された。
他に近接防空火器として「3.7 cm SK C/30（83口径）機関砲」を採用した。その性能は重量0.742kgの砲弾を仰角45度で射程8,500m、最大仰角85度で射高6,800mまで届かせることが出来るこの砲を単装砲架で4基を装備した。砲架の俯仰能力は仰角85度・俯角10度で、旋回角度は360度旋回できたが、実際は上部構造物により射界に制限があった。砲身の俯仰・砲塔の旋回・砲弾の揚弾・装填は主に電力で補助に人力を必要とした。発射速度は毎分30発である。
さらに近接防空火器として「2cm C/30（65口径）重機関銃」を採用した。その性能は重量0.134kgの弾丸を仰角45度で射程4,900m、最大仰角85度で射高3,700mまで届かせることが出来るこの砲を単装砲架で4基を装備した。砲架の俯仰能力は仰角85度・俯角11度で、旋回角度は360度旋回できたが、実際は上部構造物により射界に制限があった。砲身の俯仰・砲塔の旋回・砲弾の揚弾・装填は主に電力で補助に人力を必要とした。発射速度は毎分220発である。他に航路閉鎖用に機雷250発を搭載できた。

## 艦歴

### 就役から第二次世界大戦まで
本艦は平時はキールで練習艦として運用されていたが、トップヘビーであったために安定性が悪く砲術訓練時の阻害となっていたために1933年から1934年にかけて上部構造物を軽量化して改善された。
1939年初頭に撮影された映画「最後の4月」（Der letzte April）に第一次世界大戦で最初に撃沈されたイギリス海軍のアクティブ級偵察巡洋艦「アンフィオン」の代役として、元からあった2本煙突の間にダミーの煙突2本を取り付けて出演している。

### 第二次大戦から戦没まで
第二次世界大戦が勃発すると、1939年9月に機雷敷設艦「タンネンベルク（Tannenberg）」と「ハンザ（Hansestadt）」の護衛として、また10月に兵員輸送艦としてバルト海からポーランド沿岸部にかけて活動した。1939年11月7日には軽巡洋艦「ライプツィヒ」と衝突している。一旦練習艦に戻ったが、1940年4月の北欧侵攻に際して第3艦隊に加わりベルゲン攻略に当たった。この時、沿岸砲台からの21cm砲弾3発が着弾して損傷。乗艦していた兵に12人の死傷者が出た。4月30日に座礁し、スタヴァンゲルで修理を行った。一度キールに戻り、10月30日に再びノルウェーへ向け出発したが11月1日に商船「ドナウ（Donau）」に衝突されて損傷。修理の後、11月26日に出港し、オスロ経由でスタヴァンゲルへ11月30日に到着した。だが12月2日にFaafjordで再び座礁。スタヴァンゲルで修理を受け、完了後ドイツに戻った。バルバロッサ作戦開始当初、バルト海において通商破壊任務を帯びていたが、程なく1941年6月に北海へ移動した。1941年7月6日、ノルウェーへ向け出発。スタヴァンゲル、トロンヘイム経由で7月10日にトロムソに到着した。1941年7月30日、キルケネスでイギリス空母ヴィクトリアスの艦載機である20機の艦上攻撃機アルバコアと9機の艦上爆撃機フルマーからの空爆（EF作戦）を受けたが、無傷で切り抜けている。8月21日、イギリス潜水艦トライデントの雷撃を受けるが命中せず。
1941年9月7日、輸送船「バルセロナ（Barcelona）」と「トラウテンフェルス（Trautenfels）」を他の小艦艇3隻（V6103、UJ1701、R162）と共に護衛中、マーゲロイ島とノールキン岬の間でイギリス海軍の軽巡洋艦「ナイジェリア」及び「オーロラ」に攻撃された。ドイツの輸送船2隻には第6山岳師団の兵員1,500名が乗っており、ハンマーフェストからキルケネスへ向かう途中であった。ブレムゼは、輸送船の退避を支援するため交戦、輸送船の退避には成功したが夜間の砲戦において撃沈された。37名が救助されたが、160名が死亡した。